# Aliaga (Teruel)
Aliaga ist eine spanische Gemeinde in der Provinz Teruel, die zur Autonomen Region Aragonien gehört. Sie ist Teil der Comarca (Kreis) Cuencas Mineras. Aliaga hatte 2024 345 Einwohner. Neben dem Hauptort Aliaga gehören die Ortschaften Aldehuela, Cirujeda, Santa Bárbara, Campos und La Cañadilla zur Gemeinde.

## Lage
Aliaga liegt circa 50 Kilometer nordöstlich der Provinzhauptstadt Teruel in einer Höhe von ca. 1105 m. 

## Bevölkerungsentwicklung
| Jahr      | 1970 | 1981 | 1991 | 2001 | 2011 | 2021 |
| Einwohner | 1065 | 866  | 442  | 397  | 364  | 337  |

## Sehenswürdigkeiten
- Burgruine (Castillo de la Encomienda)
- Johannes-der-Täufer-Kirche
- Rathaus
- Bergbaumuseum

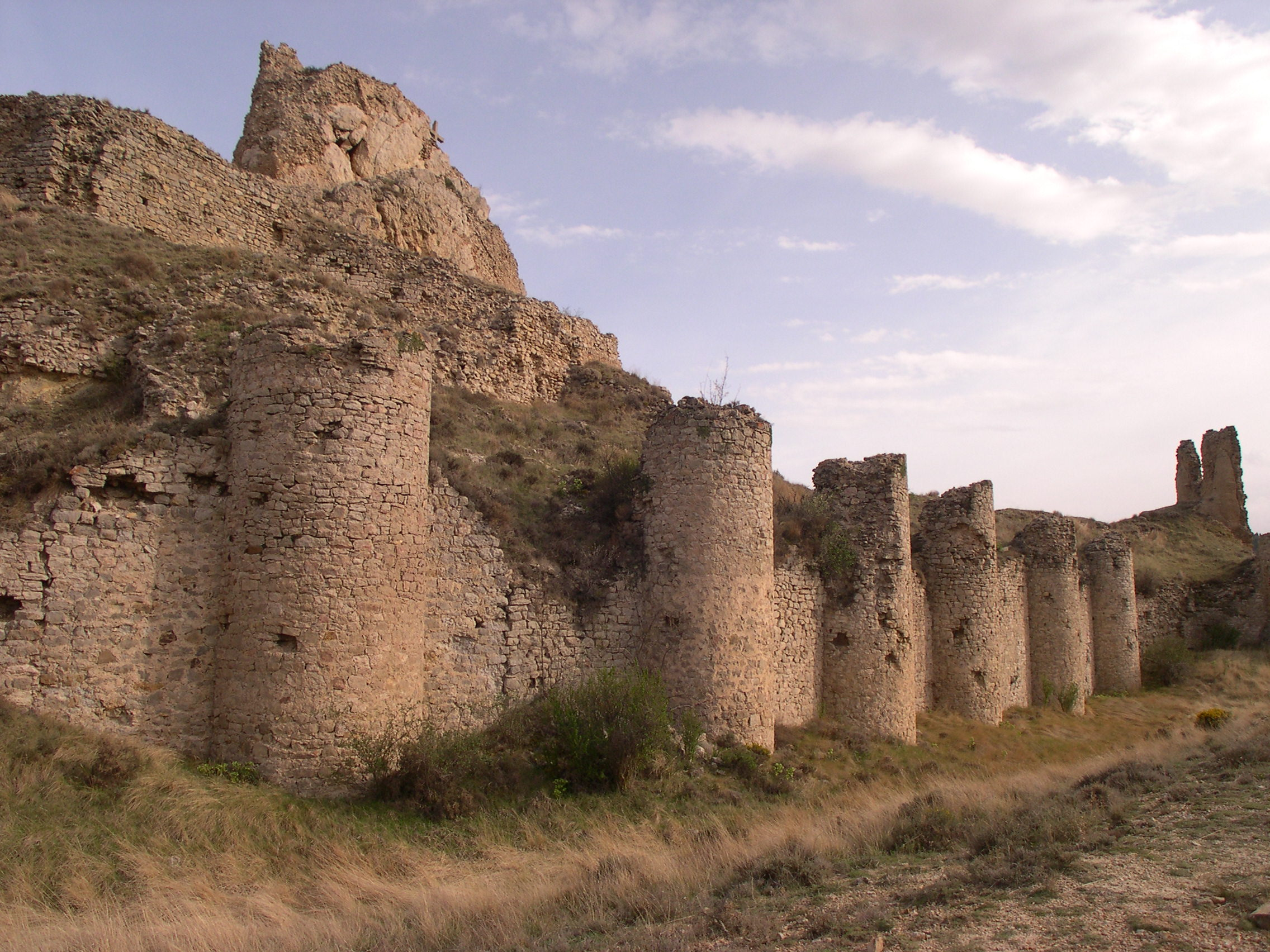
Burgruine von Aliaga
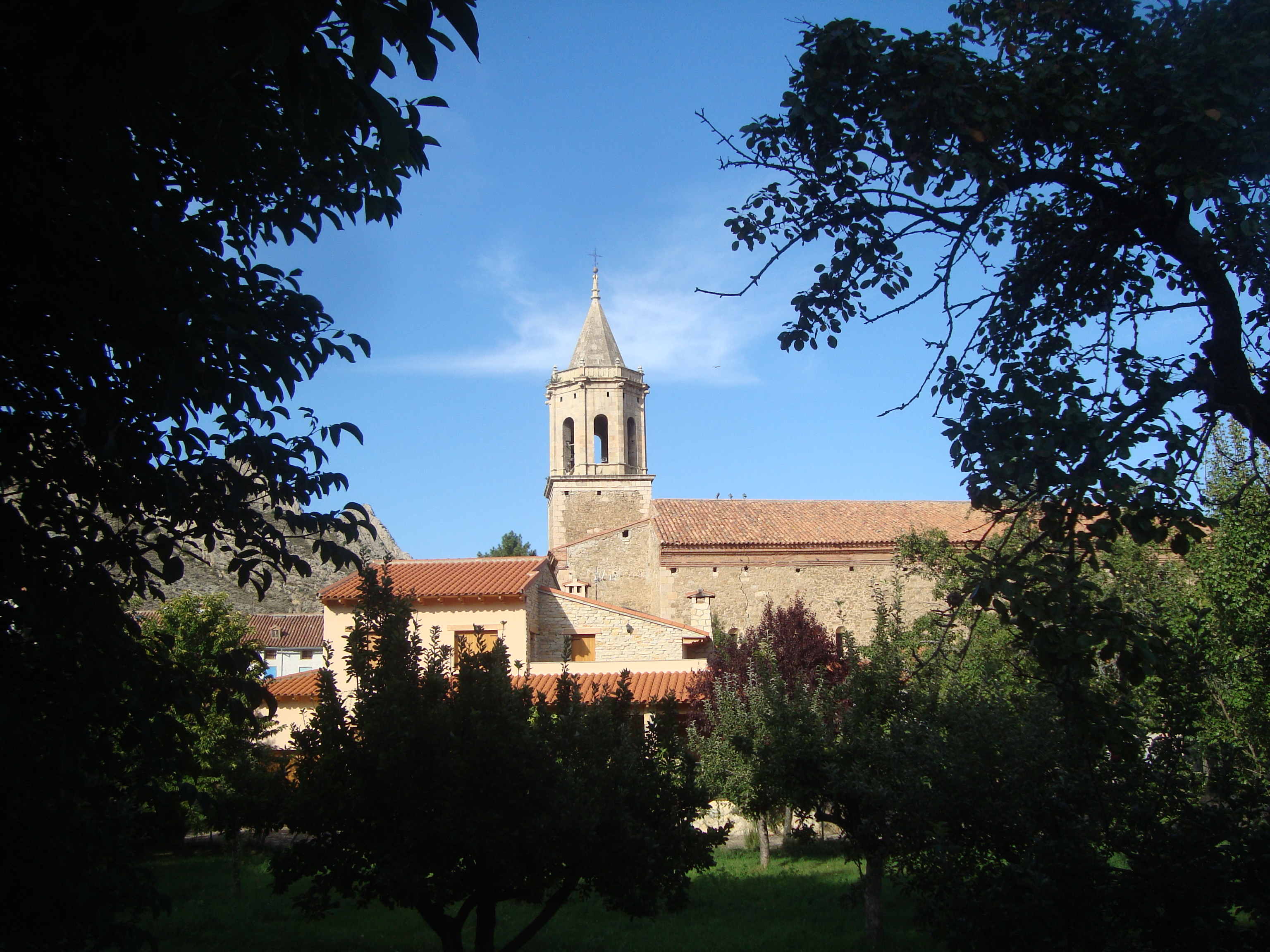
Johannes-der-Täufer-Kirche